# روبر ماوو
روبر ماوو (انگلیسی: Robert Maveau; ۱۴ سپتامبر ۱۹۴۴ – ۲۵ نوامبر ۱۹۷۸) دوچرخه‌سوار اهل بلژیک بود.